# Isayevo, Tỉnh Vologda
Isayevo (tiếng Nga: Исаево) là một ngôi làng trong Khu định cư Nông thôn Novlenskoye, Quận Vologodsky, Tỉnh Vologda, Nga. Dân số là 3 tính đến năm 2002.

## Địa lý
Khoảng cách đến Vologda là 85 km, đến Novlenskoye là 25 km. Staroye Selo, Mishakovo, Matveyevskoye, Podol, Timoshkino là những địa phương gần nhất.